# العلاقات البوسنية الفنلندية
العلاقات البوسنية الفنلندية هي العلاقات الثنائية التي تجمع بين البوسنة والهرسك وفنلندا.

## مقارنة بين البلدين
هذه مقارنة عامة ومرجعية للدولتين:
| وجه المقارنة                                              | البوسنة والهرسك                                             | فنلندا                                                                               |
| --------------------------------------------------------- | ----------------------------------------------------------- | ------------------------------------------------------------------------------------ |
| المساحة (كم2)                                             | 51.20 ألف                                                   | 338.42 ألف                                                                           |
| عدد السكان (نسمة)                                         | 3.51 مليون                                                  | 5.52 مليون                                                                           |
| الكثافة السكانية (ن./كم²)                                 | 68.55                                                       | 16.31                                                                                |
| العاصمة                                                   | سراييفو                                                     | هلسنكي                                                                               |
| اللغة الرسمية                                             | اللغة البوسنوية، اللغة الكرواتية، اللغة الصربية             | اللغة الفنلندية، اللغة السويدية                                                      |
| العملة                                                    | مارك بوسني                                                  | يورو، ماركا فنلندية                                                                  |
| الناتج المحلي الإجمالي (بليون دولار)                      | 18.17 مليار                                                 | 251.88 مليار                                                                         |
| الناتج المحلي الإجمالي (تعادل القوة الشرائية) بليون دولار | 41.35 مليار                                                 | 231.84 مليار                                                                         |
| الناتج المحلي الإجمالي الاسمي للفرد دولار أمريكي          | 4.25 ألف                                                    | 42.31 ألف                                                                            |
| الناتج المحلي الإجمالي للفرد دولار أمريكي                 | 10.43 ألف                                                   | 40.68 ألف                                                                            |
| مؤشر التنمية البشرية                                      | 0.733                                                       | 0.883                                                                                |
| رمز المكالمات الدولي                                      | +387                                                        | +358                                                                                 |
| رمز الإنترنت                                              | .ba                                                         | .fi                                                                                  |
| المنطقة الزمنية                                           | توقيت وسط أوروبا، ت ع م+01:00، ت ع م+02:00، أوروبا/سراييفو ‏ | ت ع م+02:00، ت ع م+03:00، أوروبا/هلسنكي ‏، توقيت شرق أوروبا، توقيت شرق أوروبا الصيفي ‏ |

## مدن متوأمة
في ما يلي قائمة باتفاقيات التوأمة بين مدن بوسنية وفنلندية:
- ترتبط درفار مع روفانييمي باتفاقية توأمة.

## منظمات دولية مشتركة
يشترك البلدان في عضوية مجموعة من المنظمات الدولية، منها:
| علم المنظمة | اسم المنظمة                               | تاريخ انضمام البوسنة والهرسك | تاريخ انضمام فنلندا |
| ----------- | ----------------------------------------- | ---------------------------- | ------------------- |
|             | مؤسسة التنمية الدولية                     | 25 فبراير 1993               | 29 ديسمبر 1960      |
|             | يونسكو                                    | 2 يونيو 1993                 | 10 أكتوبر 1956      |
|             | وكالة ضمان الاستثمار متعدد الأطراف        | 19 مارس 1993                 | 28 ديسمبر 1988      |
|             | مجلس أوروبا                               | 24 أبريل 2002                | 5 مايو 1989         |
|             | الأمم المتحدة                             | 22 مايو 1992                 | 14 ديسمبر 1955      |
|             | الاتحاد البريدي العالمي                   | ?                            | ?                   |
|             | البنك الدولي للإنشاء والتعمير             | 25 فبراير 1993               | 14 يناير 1948       |
|             | اتفاقية السماوات المفتوحة                 | ?                            | ?                   |
|             | الاتحاد الدولي للاتصالات                  | 20 أكتوبر 1992               | 1 سبتمبر 1920       |
|             | منظمة حظر الأسلحة الكيميائية              | ?                            | ?                   |
|             | مؤسسة التمويل الدولية                     | 25 فبراير 1993               | 20 يوليو 1956       |
|             | المنظمة الأوروبية لسلامة الملاحة الجوية   | 2004                         | 2001                |
|             | المركز الدولي لتسوية المنازعات الاستشارية | 13 يونيو 1997                | 8 فبراير 1969       |
|             | منظمة الشرطة الجنائية الدولية             | ?                            | ?                   |
|             | منظمة الأمن والتعاون في أوروبا            | 30 أبريل 1992                | 25 يونيو 1973       |

## أعلام
هذه قائمة لبعض الشخصيات التي تربطها علاقات بالبلدين:
- أمير سوليمانوفيتش (لاعب كرة سلة فنلندي، 13 يوليو 1995 – )

## وصلات خارجية
- موقع وزارة الخارجية البوسنية
- موقع وزارة الخارجية الفنلندية